# سوته (سقز)
قرية سوته (بالكردية: سووتە) هي إحدى القرى التابعة لـتشل تشمه الغربي في ريف قسم سرشيو من مقاطعة سقز، في محافظة كردستان الإيرانية.

## السكان
حسب إحصاءات سنة 2006، بلغ إجمالي السكان في سوته 122 نسمة وعدد المساكن 19 مسكن. لغة سكان سوته هي اللغة الكردية و هم من أهل السنة والجماعة والمذهب الشافعي.